# William Clay Ford Junior

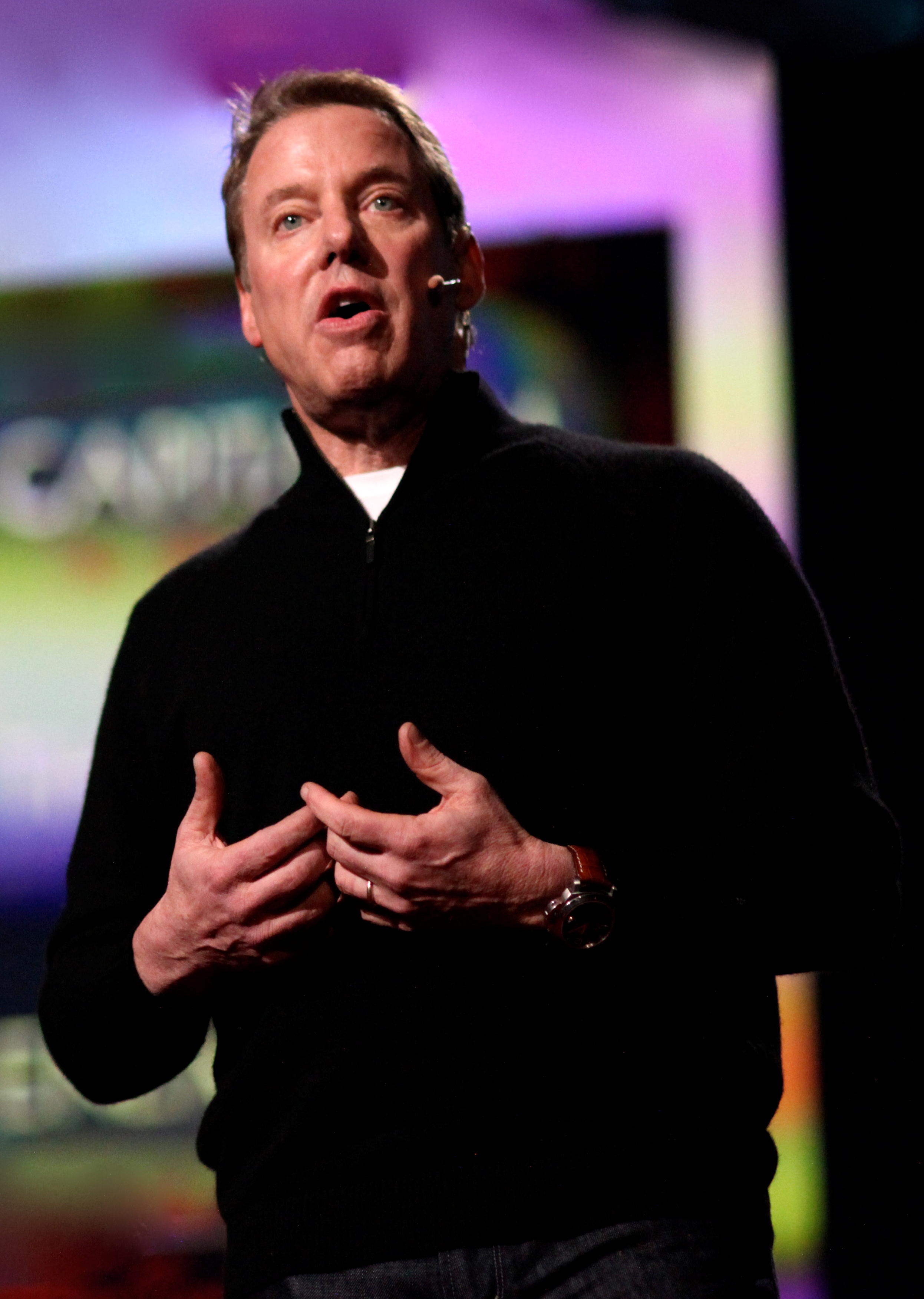
Ford 2011

William Clay Ford Junior (* 3. Mai 1957 in Detroit, Michigan) ist „executive chairman“ der Ford Motor Company. 

## Familie
Er wurde in Detroit als Urenkel von Henry Ford geboren. Sein Vater ist William Clay Ford Senior und seine Mutter Martha Parke Firestone, eine Enkelin von Harvey Firestone. Er ist verheiratet mit Lisa Ford, geb. Vanderzee, mit der er vier Kinder hat und lebt mit seiner Familie in Ann Arbor, Michigan.

## Frühe Karriere
Er graduierte 1979 an der Princeton University und erhielt 1984 einen MBA in Management der MIT Sloan School of Management. Er begann bei der Ford Motor Company im Jahr 1979 und durchlief eine Vielzahl von Positionen, beginnend im Finanzbereich, dem Pflichtfach für zukünftige leitende Angestellte.
Anschließend verbrachte er mehrere Jahre im mittleren Management der Produktentwicklung.
Er leitete ebenfalls die Klimakontrollabteilung, nachdem Ford Firmenteile als Tochterunternehmen Visteon verselbständigt hatte und so die Funktion nicht mehr abgedeckt war. Zur Zeit der sogenannten Ford 2000 Reorganisation war er verantwortlich für den Bereich schwere LKW.

## Unternehmensführung
Bill Ford gab seine leitende Stellung im Schwere-LKW-Produktmanagement auf, um Vorsitzender des Finanzausschusses zu werden, einer nicht leitenden Unternehmensführungsposition, die er einige Jahre innehatte, bevor er 2001 als Nachfolger von Jacques Nasser CEO wurde. Er ist seit 1. Januar 1999 Chairman of the Board. Nasser war bekannt dafür, Priorität auf Gewinnmaximierung und Shareholder Value zu setzen, während Bill Ford für das Wertschätzen von Menschen und Traditionen steht.

## Soziales Engagement
Bill Ford machte sich bereits einen Namen, als er nur Vorsitzender und nicht Generaldirektor war. Als am 1. Februar 1999 im Ford-Rouge-Elektrizitätswerk eine Explosion stattfand, die einige Ford-Mitarbeiter tötete, wies Bill Ford die Ratschläge seiner Berater zurück und eilte von der Firmenzentrale, dem sogenannten Ford World Headquarters, zur Unglücksstelle. Einer seiner Mitarbeiter gab zu bedenken, „Generäle gehen nicht an die Front“, Bill Ford erwiderte: „Dann degradiert mich zum Soldaten“. Nach seiner Visite gab er auf der Straße wartenden Fernsehteams einen gefühlsbetonten Bericht über das Unglück.
2004 und 2005 kündigte Bill Ford Anteile seiner erfolgsabhängigen Aktienboni, um sie für Bildungs-Stiftungen zu Gunsten von Mitarbeitern und für wohltätige Zwecke zu spenden.